# Říhova vila
Říhova vila se nachází na adresách Nad Santoškou 1911/1, Na Pavím vrchu 1911/1 v Praze na Smíchově. Byla postavena v letech 1929 až 1930 architektem Josefem Karlem Říhou ve funkcionalistickém slohu pro vlastní potřebu. Vila je první z řady vil v této ulici. Na druhé straně ulice se nachází severním směrem park Santoška. Původně tak bylo vidět z vily centrum Prahy. Přes ulici na jih je pak starší Krulišova vila, nyní v majetku Ministerstva vnitra České republiky.